# هانس شميد
هانس شميد (بالألمانية: Hans Schmid)‏ (و. 1898 – القرن 20 م) هو لاعب هوكي الجليد ألماني، شارك في الألعاب الأولمبية الشتوية 1928، مركز لعبه هو مدافع ‏.

## روابط خارجية
- هانس شميد على موقع EliteProspects.com (الإنجليزية)
- هانس شميد على موقع Eurohockey.com (الإنجليزية)
- هانس شميد على موقع أوليمبيديا (الإنجليزية)